# Quillayute (rivier)

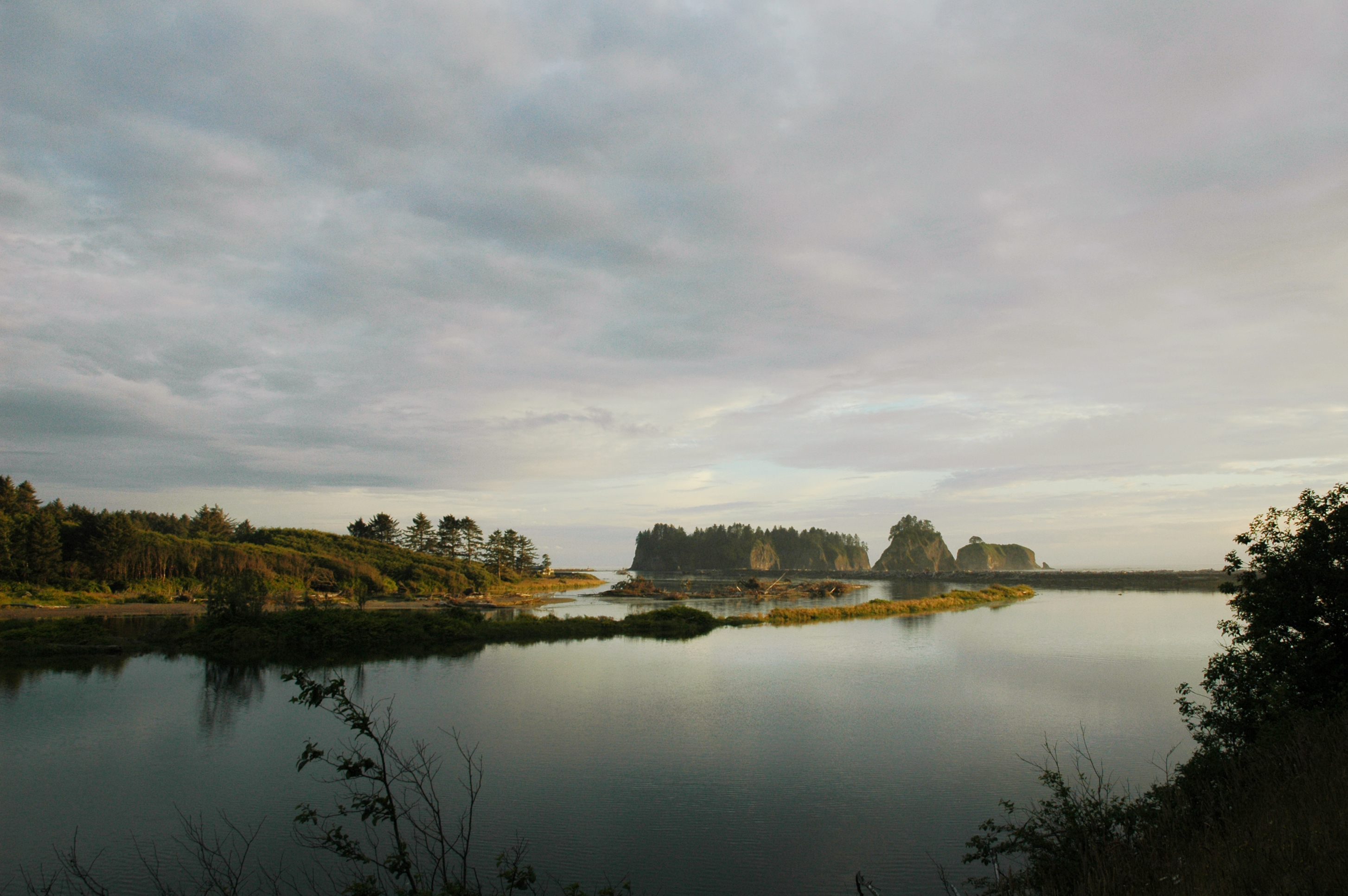
Monding van de Quillayute in de Stille Oceaan met James Island centraal in zicht.

De Quillayute (Engels: Quillayute River; andere spelling: Quileute) is een rivier op het schiereiland Olympic in de Amerikaanse staat Washington. De rivier begint waar de rivieren Bogachiel en Sol Duc samenkomen en ze mondt uit in de Stille Oceaan in La Push. Juist voor de monding in zee voegt de Dickey zich bij de Quillayute.
Het bekken van de Quillayute is het traditionele leefgebied van de Quileute-indianen. De stam leeft er nog steeds, zij het in een kleiner reservaat. Het dorpje La Push, ten zuiden van de riviermonding, is het bevolkingscentrum van het huidige reservaat. Ten noorden van de monding bevindt zich Rialto Beach.
- National Archives and Records Administration: 10043526